# Dalbergia odorifera
Espèce
Classification phylogénétique
Dalbergia odorifera (jiangxiang huangtan en chinois) est une espèce de plantes à fleurs de la famille des Fabaceae (légumineuses), du genre Dalbergia. Jusqu'en 1980, elle est connue sous le nom de Dalbergia hainanensis. Elle provient de la province chinoise de Guangdong et des terres du sud comme l'ile Hainan.
Ce bois précieux est connu en chine sous l'appellation de Huali. La plupart des mobiliers de grande qualité de la dynastie Ming et des premiers Qing étaient faits dans ce bois, appelé Huanghuali afin de le distinguer du bois moderne appelé xinhuali.